# Borys Voznyc'kyj

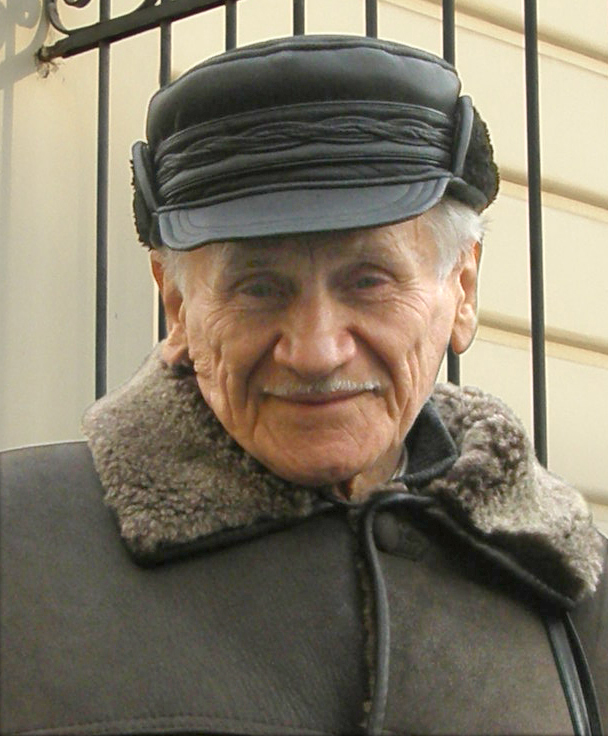
Borys Voznyc'kyj 2008

Borys Hryhorovyč Voznyc'kyj (in ucraino Бори́с Григо́рович Возни́цький?; 16 aprile 1926 – 23 maggio 2012) è stato uno storico dell'arte ucraino e direttore della Galleria nazionale d'arte di Leopoli.

## Biografia
Era nato nel villaggio di Ulbarów, ora Nahirne, nel Distretto di Dubno dell'Oblast' di Rivne, che allora faceva parte della Polonia. Tra il 1950 e il 1955 studiò presso l'Università di arti applicate di Leopoli e dal 1956 al 1960 presso la Facoltà di "Storia e teoria dell'arte" presso l'Istituto di pittura, scultura e architettura di Leningrado. Dopo gli studi divenne vicedirettore del Museo scientifico dell'arte ucraina fino al 1962. Dal 1962 fu direttore della Galleria nazionale d'arte di Leopoli. Nel 2006 è diventato accademico dell'Accademia nazionale di belle arti e architettura. È stato anche presidente del Comitato nazionale ucraino del Consiglio internazionale dei musei e autore di numerosi libri.
È morto all'età di 86 anni dopo aver subito un infarto mentre guidava vicino a Kurowychi nel Raion di Zolochiv. Fu sepolto a Leopoli nel cimitero di Lychakivsky.

## Riconoscimenti
Borys Voznyc'kyj ha ricevuto numerose onorificenze, qui di seguito elencate:
- 2005 Eroe dell'Ucraina[2]
- 2004 Ordine della Polonia restituta (Comandante)[2]
- 2001 Ordine al merito ucraino di 2ª classe[2]
- 1998 Dottorato honoris causa dall'Accademia pedagogica di Cracovia[2]
- 1996 Ordine al merito ucraino di 3ª classe[2]
- 1990 Premio Taras Shevchenko[4]
- 1985 Ordine della Guerra patriottica di 2ª classe[2]
- 1984 Ordine al merito della cultura polacca
- 1972 Servizio meritorio dell'Ucraina[2]
- 1945 Medaglia per il coraggio dell'Unione Sovietica

È anche cittadino onorario della città di Leopoli. Dal 12 aprile 2013, la Galleria nazionale d'arte di Leopoli, di cui è stato direttore per lunga data, è stata intitolata al suo nome.